# آبستره: هنر طراحی
آبستره: هنر طراحی (به انگلیسی: Abstract: The Art of Design) مجموعه فیلم مستند ساختهٔ نتفلیکس است که به هنرمندان فعال در زمینهٔ طراحی می‌پردازد. این مجموعه در ۱۰ فوریه ۲۰۱۷ ازنتفلیکس پخش شد. اسکات دادیچ، سردبیر سابق وایرد این مجموعه مستند را ساخته‌است.
فصل به کریستوف نیمان، تصویرگر، تینکر هاتفیلد، طراح کفش نایک، اس دولین، طراح صحنه، بیارکه اینگلس، معمار، رالف گیلز، طراح خودرو، پاولا شر، طراح گرافیک، پلاتن عکاس و ایلسه کرافورد طراح داخلی می‌پردازد.
در سال ۲۰۱۹، نتفلیکس اعلام کرد که این سریال برای فصل دوم تمدید شده‌است که در ۲۵ سپتامبر ۲۰۱۹ منتشر شد.

## قسمت‌ها

### فصل ۱
| شم. | عنوان                        | تاریخ پخش اصلی |
| --- | ---------------------------- | -------------- |
| ۱   | «کریستف نیمان: تصویرگر»      | ۱۰ فوریه ۲۰۱۷  |
| ۲   | «تینکر هاتفیلد: طرّاحی کفش»   | ۱۰ فوریه ۲۰۱۷  |
| ۳   | «اس دولین: طرّاحی صحنه»       | ۱۰ فوریه ۲۰۱۷  |
| ۴   | «بیارکه اینگلس: معماری»      | ۱۰ فوریه ۲۰۱۷  |
| ۵   | «رالف گیلژ: طرّاحی خودرو»     | ۱۰ فوریه ۲۰۱۷  |
| ۶   | «پاولا شر: طرّاحی گرافیک»     | ۱۰ فوریه ۲۰۱۷  |
| ۷   | «پلاتن: عکّاسی»               | ۱۰ فوریه ۲۰۱۷  |
| ۸   | «ایلسه کرافورد: طرّاحی داخلی» | ۱۰ فوریه ۲۰۱۷  |

### فصل ۲
| شم. | عنوان                                | تاریخ پخش اصلی  |
| --- | ------------------------------------ | --------------- |
| ۱   | «الافور الیاسون: طرّاحی هنر»          | ۲۵ سپتامبر ۲۰۱۹ |
| ۲   | «نری آکسمن: بیو-معماری»              | ۲۵ سپتامبر ۲۰۱۹ |
| ۳   | «روث کارتر: طرّاحی لباس فیلم»         | ۲۵ سپتامبر ۲۰۱۹ |
| ۴   | «کس هلمن: طرّاحی برای بازی»           | ۲۵ سپتامبر ۲۰۱۹ |
| ۵   | «ایان اسپلنر: طرّاحی محصولات دیجیتال» | ۲۵ سپتامبر ۲۰۱۹ |
| ۶   | «جاناتان هفلر: طرّاحی تایپ‌فیس»        | ۲۵ سپتامبر ۲۰۱۹ |